# Administrativní dělení Varšavy
Současné administrativní dělení Varšavy je platné od roku 2002. V souladu s platnými předpisy statutu města má hlavní město Varšava status gminy, která je městským okresem a zároveň součástí Mazovského vojvodství. Varšava je rozdělena do 18 městských obvodů.

## Administrativní dělení
| Část           | Počet obyvatel [os.] | Hustota zalidnění [os./km²] | Rozloha [km²] |
| -------------- | -------------------- | --------------------------- | ------------- |
| Bemowo         | 118 057              | 4 732                       | 25            |
| Białołęka      | 109 062              | 1 493                       | 73            |
| Bielany        | 131 934              | 4 080                       | 32,3          |
| Mokotów        | 218 911              | 6 180                       | 35,4          |
| Ochota         | 84 280               | 8 671                       | 9,7           |
| Praga-Południe | 178 309              | 7 967                       | 22,4          |
| Praga-Północ   | 67 279               | 5 891                       | 11,4          |
| Rembertów      | 23 812               | 1 234                       | 19,3          |
| Śródmieście    | 120 091              | 7 713                       | 15,6          |
| Targówek       | 123 677              | 5 106                       | 24,2          |
| Ursus          | 56 490               | 6 035                       | 9,4           |
| Ursynów        | 148 385              | 3 389                       | 43,8          |
| Wawer          | 72 921               | 915                         | 79,7          |
| Wesoła         | 24 073               | 1 049                       | 22,6          |
| Wilanów        | 30 703               | 836                         | 36,7          |
| Włochy         | 39 940               | 1 395                       | 28,6          |
| Wola           | 138 462              | 7 189                       | 19,3          |
| Żoliborz       | 49 056               | 5 792                       | 8,5           |

## Rozdělení městských okresů na jednotky nižšího řádu
Níže je uveden seznam městských okresů rozdělených na jednotky nižšího řádu:
| Białołęka | Mokotów | Praga Południe |
| --- | --- | --- |
| - Osiedle Anecin Północny - Osiedle Augustów - Osiedle Białołęka Dworska - Osiedle Buków - Osiedle Choszczówka - Osiedle Choszczówka-Kolonia - Osiedle Ciupagi - Osiedle Dąbrówka Szlachecka - Osiedle Grodzisk-Kąty Grodziskie - Osiedle Kamińskiego - Osiedle Marywilska - Osiedle Marcelin - Osiedle Nowodworska - Osiedle Nowodwory - Osiedle Nowodwory I - Osiedle Piekiełko - Osiedle Tarchomin I - Osiedle Tarchomin II - Osiedle Tarchomin III - Osiedle Tarchomin IV - Osiedle Tarchomin Va - Osiedle Wiśniewo-Henryków - Osiedle Żerań - Sołectwo Białołęka - Sołectwo Brzeziny - Sołectwo Kobiałka | - Osiedle Sadyba - Osiedle Służewiec Fort - Osiedle Służewiec Południowy                                                                | - Osiedle Gocław - Osiedle Grochów Centrum - Osiedle Grochów – Kinowa - Osiedle Grochów Południe - Osiedle Grochów Północny - Osiedle Kamionek - Osiedle Przyczółek Grochowski - Osiedle Saska Kępa                                                                             |
| Rembertów | Śródmieście | Wawer |
| - Osiedle Mokry Ług i Magenta - Osiedle Nowy Rembertów - Osiedle Pocisk - Osiedle Polanka - Osiedle Rembertów Stary - Osiedle Stary Rembertów-Kolonia - Osiedle Kawęczyn-Wygoda | - Městská část Śródmieście je od roku 2011 rozdělena do 12 částí, kterým nebyly přiděleny názvy, ale jsou očíslovány čísly od I do XII. | - Osiedle Aleksandrów - Osiedle Anin - Osiedle Falenica - Osiedle Las - Osiedle Marysin Wawerski Południowy - Osiedle Marysin Wawerski Północny - Osiedle Miedzeszyn - Osiedle Międzylesie - Osiedle Nadwiśle - Osiedle Radość - Osiedle Sadul - Osiedle Wawer - Osiedle Zerzeń |

## Rozdělení městských okresů podle Městského informačního systému
Ve Varšavě funguje Městský informační systém, která rozděluje městské obvody na konkrétní městské oblasti, běžně označované jako rajóny (toto rozdělení není administrativním rozdělením ani rozdělením na části zvané osiedla). Rozdělení má četné chyby, protože volně kombinuje různé rajóny nebo nesprávně určuje jejich hranice. Nížení je uveden seznam rajónů podle Městského informačního systému:
| Bemowo | Białołęka | Bielany |
| --- | --- | --- |
| - Bemowo Lotnisko - Boernerowo - Chrzanów - Fort Bema - Fort Radiowo - Górce - Groty - Jelonki - Jelonki - Lotnisko                    | - Białołęka - Brzeziny - Choszczówka - Dąbrówka Szlachecka - Grodzisk - Henryków - Kobiałka - Nowodwory - Szamocin - Tarchomin - Żerań | - Chomiczówka - Huta - Přírodní rezervace Las Bielański - Młociny - Marymont-Kaskada - Marymont-Ruda - Piaski - Placówka - Radiowo - Słodowiec - Stare Bielany - Wólka Węglowa - Wawrzyszew - Wrzeciono                                   |
| Mokotów | Ochota | Praga-Południe |
| - Augustówka - Czerniaków - Ksawerów - Służew - Służewiec - Sadyba - Siekierki - Sielce - Stary Mokotów - Stegny - Wierzbno - Wyględów | - Filtry - Rakowiec - Ochota - Szczęśliwice                                                                                            | - Gocław - Gocławek - Grochów - Kamionek - Olszynka Grochowska - Saska Kępa |
| Praga-Północ | Rembertów | Śródmieście |
| - Nowa Praga - Pelcowizna - Stara Praga - Szmulowizna                                                                                  | - Kawęczyn-Wygoda - Nowy Rembertów - Stary Rembertów                                                                                   | - Muranów - Nowe Miasto - Powiśle - Solec - Stare Miasto w Warszawie - Śródmieście Północne - Śródmieście Południowe - Ujazdów |
| Targówek | Ursus | Ursynów |
| - Elsnerów - Bródno - Bródno Podgrodzie - Targówek Fabryczny - Targówek Mieszkaniowy - Zacisze - Utrata                                | - Czechowice - Gołąbki - Niedźwiadek - Skorosze - Szamoty                                                                              | - Dąbrówka - Grabów - Jeziorki Północne - Jeziorki Południowe - Kabaty - Natolin - Pyry - Skarpa Powsińska - Stary Służew - Imielin - Přírodní rezervace Las Kabacki Stefana Starzyńského - Ursynów Centrum - Ursynów Północny - Wyczółki |
| Wawer | Wesoła | Wilanów |
| - Aleksandrów - Anin - Falenica - Las - Marysin Wawerski - Miedzeszyn - Międzylesie - Nadwiśle - Radość - Sadul - Wawer - Zerzeń       | - Groszówka - Plac Wojska Polskiego - Stara Miłosna - Wesoła-Centrum - Wola Grzybowska - Zielona-Grzybowa                              | - Wilanów Wysoki - Wilanów Niski - Wilanów Królewski - Błonia Wilanowskie - Powsinek - Zawady - Kępa Zawadowska - Powsin |
| Włochy | Wola | Żoliborz |
| - Nowe Włochy - Okęcie - Opacz Wielka - Paluch - Raków - Salomea - Stare Włochy - Załuski                                              | - Czyste - Koło - Młynów - Mirów - Nowolipki - Odolany - Powązki - Ulrychów                                                            | - Marymont-Potok - Stary Żoliborz - Sady Żoliborskie |

## Historické dělení na městské okresy

### 1994—2002
V letech 1994—2002 byla Varšava vydělena na 11 gmin:
| No. | Název gminy              |
| --- | ------------------------ |
| 1   | Gmina Warszawa-Bemowo    |
| 2   | Gmina Warszawa-Białołęka |
| 3   | Gmina Warszawa-Bielany   |
| 4   | Gmina Warszawa-Centrum   |
| 5   | Gmina Warszawa-Rembertów |
| 6   | Gmina Warszawa-Targówek  |
| 7   | Gmina Warszawa-Ursus     |
| 8   | Gmina Warszawa-Ursynów   |
| 9   | Gmina Warszawa-Wawer     |
| 10  | Gmina Warszawa-Wilanów   |
| 11  | Gmina Warszawa-Włochy    |

### 1990—1994

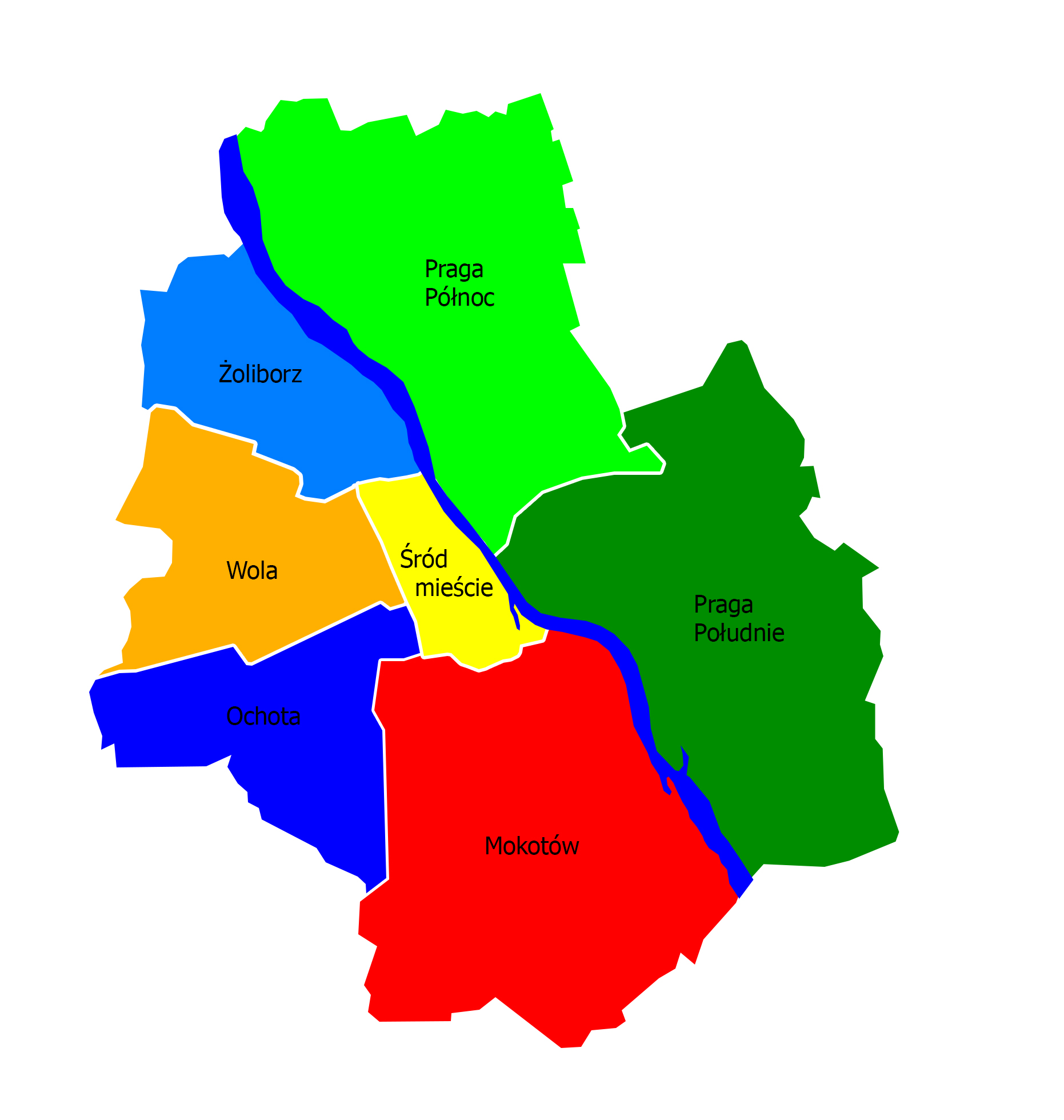
Administrativní dělení Varšavy v letech 1990—1993

V letech 1990—1994 byla Varšava vydělena na 7 gmin (a od 1993 do osmi):
| No. | Název gminy                       |
| --- | --------------------------------- |
| 1   | Gmina Warszawa-Mokotów            |
| 2   | Gmina Warszawa-Ochota             |
| 3   | Gmina Warszawa-Praga-Południe     |
| 4   | Gmina Warszawa-Praga-Północ       |
| 5   | Gmina Warszawa-Śródmieście        |
| 6   | Gmina Warszawa-Ursus (od r. 1993) |
| 7   | Gmina Warszawa-Wola               |
| 8   | Gmina Warszawa-Żoliborz           |